# Pittsfield Building
Het Pittsfield Building is een wolkenkrabber in Chicago, Verenigde Staten. De bouw van het kantoorgebouw begon in 1926 en werd in 1927 voltooid door Henry Ericsson and Co. Op 1 oktober 1927 werd het gebouw in gebruik genomen en op 6 november 2002 werd het gebouw tot een Chicago Landmark benoemd. Het staat op 55 East Washington Street.

## Ontwerp
Het Pittsfield Building is 167,97 meter hoog, 139,37 meter tot de hoogste verdieping, en bevat 16 liften. Het telt 3 ondergrondse verdiepingen en 38 bovengrondse. Helemaal bovenin bevinden zich echter nog twee verdiepingen, die niet gebruikt worden. Het gebouw is door Graham, Anderson, Probst and White ontworpen in een stijl, die art deco combineert met neogotische details.
Naast kantoren bevat het gebouw ook winkels. Het is bekleed met terracotta en bevat een lobby, die uitkomt op een atrium van vijf verdiepingen. Het atrium is versierd met messing ornamenten, marmer en reliëfs in Spaans gotische stijl. Het gebouw heeft een totale oppervlakte van ongeveer 47.871 vierkante meter, hiervan is ongeveer 36.478 vierkante meter verhuurbaar.